# دارلین یونگوا
دارلین یونگوا (انگلیسی: Darlin Yongwa؛ زادهٔ ۲۲ سپتامبر ۲۰۰۰) بازیکن فوتبال اهل کامرون است.
وی همچنین در تیم ملی فوتبال کامرون بازی کرده است.